# گمینا چیخوچین
گمینا چیخوچین (به لهستانی:  Gmina Ciechocin) یک گمینا در لهستان است که در شهرستان گولوپ-دوبژن واقع شده‌است. گمینا چیخوچین ۱۰۱٫۴۹ کیلومتر مربع مساحت و ۴٬۰۰۰ نفر جمعیت دارد.